# Gelis gallicator
Gelis gallicator là một loài tò vò trong họ Ichneumonidae.